# Sello (Einkaufszentrum)
Koordinaten: 60° 13′ 5″ N, 24° 48′ 39″ O

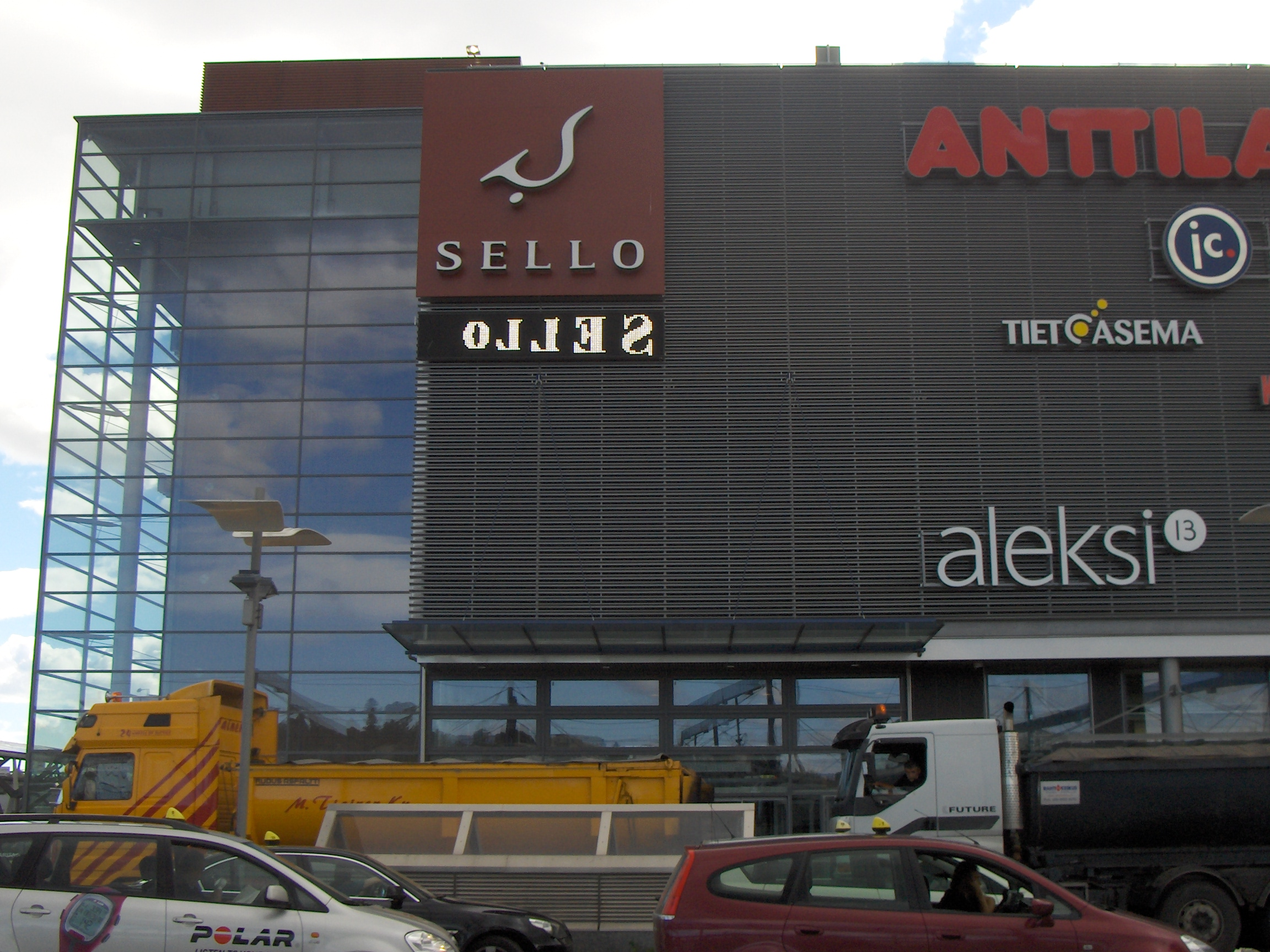
Außenansicht

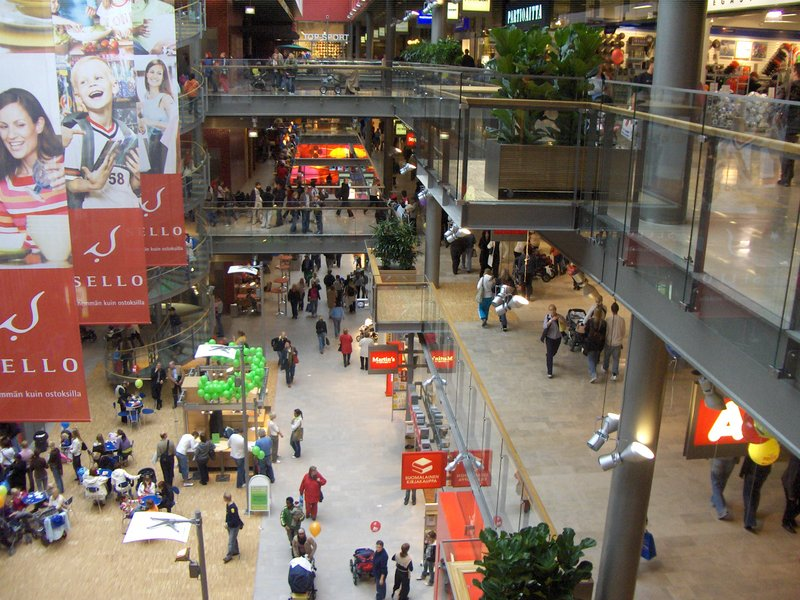
Innenansicht

Sello (finnisch für Cello) ist ein Einkaufszentrum im Stadtteil Leppävaara von Espoo (Finnland). Das Einkaufszentrum umfasst mehr als 170 Läden und Dienste sowie eine Konzerthalle, eine Bibliothek und ein Hotel.

## Geschichte
Das Sello ist in drei Bauabschnitten entstanden: Der älteste Teil wurde im Jahr 2002 fertiggestellt, danach folgten weitere Abschnitte in den Jahren 2005 und 2008. Der älteste Teil Sellos hat zwei Supermärkte, drei Banken, beinhaltet die Hauptbibliothek Espoos, eine Konzerthalle, ein Fitnessstudio, Restaurants und Cafés, eine Apotheke, eine Alko-Filiale und eine Musikakademie. Der zweite Teil des Einkaufszentrums hat viele Restaurants und kleinere Läden und mehrere Sportgeschäfte, wie Intersport und Stadium. Sellos dritter und neueste Teil wurde für ein Kino, mehrere Restaurants und eine Kegelbahn konstruiert.

## Amoklauf
Am 31. Dezember 2009 ereignete sich um 10:08 Uhr Ortszeit (08:08 UTC) im Sello eine Schießerei. Nach Angaben eines Polizeisprechers starben dabei vier Menschen. Das Einkaufszentrum wurde evakuiert und der Zugbetrieb am nahegelegenen Bahnhof Leppävaara eingestellt. Einige Zeit später wurde ein fünftes Opfer in einem Appartement in Espoo gefunden, das als Ex-Freundin des Verdächtigten identifiziert wurde. Daraufhin wurde der mutmaßliche Schütze, ein 43-jähriger Kosovo-Albaner, tot in einem Appartement aufgefunden, womit insgesamt sechs Personen ums Leben kamen. In einer Pressekonferenz um 14:30 Uhr Ortszeit (12:30 UTC) bestätigte die Polizei, dass der Verdächtige identifiziert wurde. Der Verdächtige war bereits polizeibekannt und hatte Vorstrafen wegen Schusswaffendelikten und Körperverletzung. Zudem bestand eine einstweilige Verfügung, die dem Täter den Kontakt mit seiner Ex-Freundin untersagte. In einem Bericht der Polizei vom 26. Mai 2010 wurde als Tatmotiv krankhafte Eifersucht bekanntgegeben.